# Фетисова, Ирина Андреевна
Ирина Андреевна Фетисова (7 сентября 1994, Вальядолид) — российская волейболистка, центральная блокирующая, мастер спорта международного класса.

## Биография
Ирина Фетисова родилась в Вальядолиде в семье баскетболиста Андрея Фетисова, выступавшего в то время за местный «Форум». Волейболом начинала заниматься в петербургской СДЮШОР «Спартак» под руководством Нины Ивановны Тхаркаховой. С 2009 года играла за фарм-команду «Ленинградки» в высшей лиге «Б» чемпионата России.
В ноябре 2010 года в Москве в составе юниорской сборной России под руководством Светланы Сафроновой выиграла золотую медаль чемпионата Восточноевропейской волейбольной зональной ассоциации (EEVZA), в январе 2011 года выступала за юниорскую сборную в отборочном турнире чемпионата Европы.
В августе 2011 года подписала контракт с подмосковным «Заречьем-Одинцово». В сезоне-2011/12 выступала в Молодёжной лиге и стала второй среди всех игроков по количеству очков на блоке (75 в 23 матчах).
Ирина Фетисова играла за молодёжную команду России в финальных турнирах чемпионата Европы-2012 и чемпионата мира-2013, была выбрана организаторами мирового первенства в символическую сборную.
29 декабря 2012 года впервые вышла на площадку в матче «Заречья» в Суперлиге, а уже в следующем сезоне стала одним из ключевых игроков дружины Вадима Панкова — 18 из 22 матчей чемпионата России Ирина начинала в стартовом составе. В сезоне-2013/14 вместе с подругами по одинцовской команде она также стала обладательницей Кубка вызова. Игра Фетисовой привлекла внимание главного тренера сборной России Юрия Маричева, включившего её в заявку национальной команды.
В начале сезона сборной-2014 Ирина Фетисова выиграла бронзовую медаль «Монтрё Волей Мастерс» и серебро Кубка Бориса Ельцина, на котором была признана лучшим молодым игроком российской команды. 1 августа в Анкаре провела дебютный официальный матч за сборную, победившую в рамках Гран-при американок, а по итогам турнира завоевала бронзовую медаль и была включена в символическую сборную. В заключительном матче Гран-при против сборной Китая, в котором решалась судьба третьего места, Фетисова набрала 10 очков, в том числе 7 на блоке.
В июне 2015 года перешла из «Заречья-Одинцово» в московское «Динамо». В составе столичной команды провела 8 сезонов, став пятикратной чемпионкой России и двукратной обладательницей национального Кубка. В чемпионатах России 2018/19 и 2021/22 годов была лучшей по количеству очков, набранных на блоке.   
В составе сборной России Ирина Фетисова в 2015 году выиграла серебряную медаль Гран-при, получив по итогам «Финала шести» в Омахе приз лучшей блокирующей, и стала чемпионкой Европы. В 2016 и 2021 годах выступала на Олимпийских играх. 
В мае 2023 года объявила о переходе из московского «Динамо» в стамбульский «Фенербахче». В сезоне-2023/24 выиграла чемпионат и Кубок Турции.

## Достижения

### Со сборными
- Чемпионка Европы (2015).
- Серебряный (2015) и бронзовый (2014) призёр Гран-при.
- Победитель Кубка Ельцина (2015), серебряный призёр Кубка Ельцина (2014, 2017, 2018).
- Серебряный (2018) и бронзовый (2014) призёр «Монтрё Волей Мастерс».
- Чемпионка всероссийской Спартакиады (2022) в составе сборной Москвы.

### В клубной карьере
- 5-кратная чемпионка России (2015/16, 2016/17, 2017/18, 2018/19, 2022/23), серебряный (2020/21) и бронзовый (2021/22) призёр чемпионатов России.
- 2-кратный победитель Кубка России (2018, 2022), серебряный (2016, 2019, 2020) и бронзовый (2015, 2021) призёр Кубка России.
- 2-кратный победитель Суперкубка России (2017, 2018).
- Чемпионка Турции (2023/24).
- Победитель розыгрыша Кубка Турции (2023/24).
- Победитель Кубка вызова (2013/14).
- Серебряный призёр клубного чемпионата мира (2024).

### Индивидуальные призы
- Вторая лучшая блокирующая молодёжного чемпионата мира (2013).
- Лучшая блокирующая «Финала шести» Гран-при (2015).

## Личная жизнь
В 2015 году Ирина Фетисова окончила факультет летних олимпийских видов спорта Национального государственного университета физической культуры, спорта и здоровья имени П. Ф. Лесгафта.